# Capheris fitzsimonsi
Capheris fitzsimonsi es una especie de araña del género Capheris, familia Zodariidae. Fue descrita científicamente por Lawrence en 1936.
Habita en Zimbabue y Botsuana.